# Montigny-sur-Avre
Montigny-sur-Avre är en kommun i departementet Eure-et-Loir i regionen Centre-Val de Loire strax norr om centrala Frankrike. Kommunen ligger i kantonen Brezolles som tillhör arrondissementet Dreux. År 2022 hade Montigny-sur-Avre 272 invånare.

## Befolkningsutveckling
Antalet invånare i kommunen Montigny-sur-Avre
Referens:INSEE